# Vierville (Eure i Loir)
Vierville és un municipi francès, situat al departament de l'Eure i Loir i a la regió de Centre – Vall del Loira. L'any 2007 tenia 118 habitants.

## Demografia

### Població
El 2007 la població de fet de Vierville era de 118 persones. Hi havia 38 famílies, de les quals 4 eren unipersonals (4 dones vivint soles i 4 dones vivint soles), 13 parelles sense fills i 21 parelles amb fills.
La població ha evolucionat segons el següent gràfic:
Habitants censats

### Habitatges
El 2007 hi havia 50 habitatges, 39 eren l'habitatge principal de la família, 7 eren segones residències i 4 estaven desocupats. 49 eren cases i 1 era un apartament. Dels 39 habitatges principals, 35 estaven ocupats pels seus propietaris i 4 estaven llogats i ocupats pels llogaters; 1 tenia dues cambres, 6 en tenien tres, 10 en tenien quatre i 22 en tenien cinc o més. 33 habitatges disposaven pel capbaix d'una plaça de pàrquing. A 6 habitatges hi havia un automòbil i a 30 n'hi havia dos o més.

### Piràmide de població
La piràmide de població per edats i sexe el 2009 era:
| Homes | Edats   | Dones |
| ----- | ------- | ----- |
| 0     | 95 o +  | 1     |
| 1     | 90 a 94 | 1     |
| 1     | 85 a 89 | 2     |
| 1     | 80 a 84 | 0     |
| 0     | 75 a 79 | 1     |
| 4     | 70 a 74 | 3     |
| 2     | 65 a 69 | 2     |
| 3     | 60 a 64 | 1     |
| 0     | 55 a 59 | 3     |
| 1     | 50 a 54 | 0     |
| 4     | 45 a 49 | 2     |
| 3     | 40 a 44 | 2     |
| 6     | 35 a 39 | 3     |
| 2     | 30 a 34 | 4     |
| 4     | 25 a 29 | 2     |
| 0     | 20 a 24 | 4     |
| 5     | 15 a 19 | 2     |
| 2     | 10 a 14 | 2     |
| 2     | 5 a 9   | 6     |
| 1     | 0 a 4   | 1     |

## Economia
El 2007 la població en edat de treballar era de 67 persones, 55 eren actives i 12 eren inactives. De les 55 persones actives 47 estaven ocupades (26 homes i 21 dones) i 7 estaven aturades (3 homes i 4 dones). De les 12 persones inactives 4 estaven jubilades, 4 estaven estudiant i 4 estaven classificades com a «altres inactius».
Activitats econòmiques
Dels 3 establiments que hi havia el 2007, 2 eren d'empreses de construcció i 1 d'una empresa de serveis.
Els 2 serveis als particulars que hi havia el 2009 eren guixaires pintors.
L'any 2000 a Vierville hi havia 5 explotacions agrícoles.

## Poblacions més properes
El següent diagrama mostra les poblacions més properes.